# کریس والی (بازیگر)
کریس والی (انگلیسی: Chris Walley) یک بازیگر ایرلندی است.
او شاگرد کالج برادران مسیحی، کورک بود. والی نوه ویلیام نورتون، سابق دومین است.
والی از دوران کودکی به مطالعات درام و تئاتر علاقه‌مند شد و در کلاس‌های مدرسه بازیگری گیتی و مدرسه موسیقی کورک شرکت کرد. به عنوان دانش آموز در مدرسه موسیقی کورک، عضو گروه تئاتر جوانان آنها بود و در آثاری مانند آنویله آنتیگون نیز اجرا می‌کرد. به عنوان انجام دروس فردی زیر نظر ترینا اسکات. والی پس از اتمام تحصیلات متوسطه برای آکادمی سلطنتی هنرهای دراماتیک در لندن تست داد، اما در درخواست خود ناموفق بود و در عوض شروع به تحصیل تمام وقت در مدرسه موسیقی کورک به عنوان بخشی از لیسانس خود کرد. در مطالعات درام و تئاتر. سال بعد والی مجدداً برای رادا امتحان داد و یکی از ۲۸ مکان مورد علاقه آنها، بالاتر از ۳۵۰۰ متقاضی دیگر به او پیشنهاد شد.